# Cothurnocystis
Cothurnocystis is een geslacht van uitgestorven stekelhuidigen, dat leefde tijdens het Ordovicium.

## Beschrijving
Deze carpoïde had een met drie spitse uitsteeksels bezette laarsvormige kop en een korte, flexibele staart. De kop werd omlijst door een skelet van zijdelings liggende platen en erbinnen bevond zich een veld met veel kleinere plaatjes. Kieuwspleten waren ook duidelijk aanwezig. De normale kelkdiameter bedroeg ongeveer vijf centimeter.

## Leefwijze
Dit geslacht bewoonde de zeebodem en sleepte zich voort door middel van zijn staart.